# Septigerina
Septigerina es un género de foraminífero bentónico de la subfamilia Spirotextulariinae, de la familia Spiroplectamminidae, de la superfamilia Spiroplectamminoidea, del suborden Spiroplectamminina y del orden Lituolida. Su especie tipo es Septigerina dalmatica. Su rango cronoestratigráfico abarca el Luteciense (Eoceno medio).

## Discusión
Clasificaciones previas incluían Septigerina en el suborden Textulariina del Orden Textulariida, o en el orden Lituolida sin diferenciar el suborden Spiroplectamminina.

## Clasificación
Septigerina incluye a la siguiente especie:
- Septigerina dalmatica